# 京八件
京八件，是一種北京式風味糕點，最初的京八件出現在清朝宮廷典禮中的節日食品，後來流傳到民間變成京城百姓禮尚往來的禮品，也成為老北京人拜年串門子必不可少的禮物。

## 種類
現在的京八件點心種類繁多，而最初的八樣點心是指：
- 福、祿、壽、喜餅 （喜餅又稱禧餅）
- 太師餅：象徵高官厚祿
- 銀錠餅：寓意財富
- 卷酥餅：點心形狀像卷“書”，有歌頌讀書人之意
- 雞油餅：諧音與吉慶有餘相似寓意祥瑞
- 棗花餅：寓意早生貴子

## 外部連結
- 桂香村点心匣子